# Grand Yapo
Grand Yapo est une localité située dans le Sud de la Côte d'Ivoire, et appartenant au département d'Agboville, dans la Région de l'Agnéby. La localité de Grand Yapo est un chef-lieu de commune.